# Gábor Márton
Gábor Márton (Pécs, 15 ottobre 1966) è un allenatore di calcio ed ex calciatore ungherese, di ruolo centrocampista, tecnico del Zalaegerszeg.

## Palmarès

### Giocatore

#### Competizioni nazionali
- Campionato ungherese: 1

Kispest: 1992-1993
- Coppa d'Ungheria: 1

Pécs: 1989-1990
- Coppa d'Israele: 1

Hapoel Tel Aviv: 1998-1999